# كاري بريمر
كاري بريمر (بالسويدية: Kåre Bremer)‏ هو عالم نبات سويدي، ولد في 17 يناير 1948 في ليدينيو ‏ في السويد.

## وصلات خارجية
- الموقع الرسمي